# Karabin Baranow
Karabin Baranowa wzór 1869 (ros. Винтовка Баранова обр. 1869 года) – konwersja ładowanego odprzodowo „6-liniowego karabinu  wzór 1856” (i/lub wzór: 1857, 1858, 1859), polegająca na przystosowaniu go do ładowania odtylcowego, nabojem scalonym. Stworzona przez rosyjskiego porucznika N. M. Baranowa, wykorzystująca rozwiązania włoskiego oficera marynarki Augusto Albiniego. Stąd też często określany jako Karabin Albini-Baranow (ros. винтовка Альбини-Баранов).

## Historia
W latach 60. XIX wieku Ministerstwo Wojny aktywnie poszukiwało możliwości szybkiego wyposażenia armii w karabin odtylcowy, zasilany nabojami scalonymi. Wraz z rozwojem i poszukiwaniem nowych modeli takiej broni, szczególną uwagę zwrócono na możliwość konwersji dostępnych egzemplarzy broni odprzodowej. W związku z tym w 1896 roku zdecydowano się na przyjęcie na uzbrojenie dwóch modeli karabinów: Baranowa a następnie Krnki (powstałych poprzez przebudowę dotychczas używanych egzemplarzy odprzodowych, ale według różnych koncepcji).
Bardziej zaawansowany a zarazem tańszy w produkcji okazał się system, zastosowany w karabinach Krnka, w związku z czym karabiny Baranowa przyjęto tylko w flocie, a produkcję zakończono po przebudowaniu ok. 10 000 sztuk.
Oficjalnie karabiny Baranowa zostały zastąpione w 1870 r. przez karabiny Berdana, ale używano ich jeszcze w czasie wojny rosyjsko-tureckiej (1877–1878). W chwili jej wybuchu w użyciu pozostawało 3691 szt. a kolejne 6309 szt. było zmagazynowanych w ramach rezerwy. 

## Konstrukcja
Baranow był karabinem jednostrzałowym, zasilanym nabojem scalonym w łusce metalowej (15,24 × 40 mm R), elaborowanym prochem czarnym. Po otwarciu zamka wyciąg wysuwał nieco łuskę z komory nabojowej, którą następnie należało ręcznie usunąć. Karabin wykazywał się kiepską balistyką z powodu stosowania pocisku o dużym kalibrze – 15,24 mm.

## Bagnet
Do karabinów nie opracowano nowego bagnetu, a stosowano dotychczasowy (wzór 1856) z karabinów poddanych konwersji. Był to bagnet tulejowy z głownią trójgraniastą. Szczelina tulei miała kształt zbliżony do litery „Z”.
Wymiary:
- Długość całkowita: 572 mm
- Długość głowni: 505 mm
- Średnica tulei: 20,5 mm
- Waga: ok. 400 g